# Мінішахи Гарднера

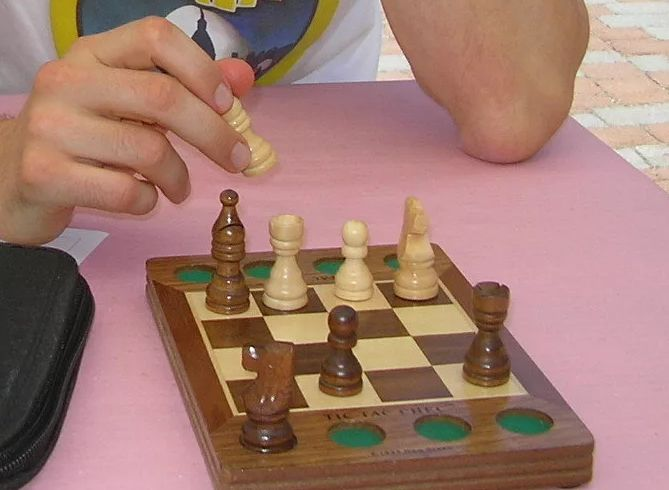
Гра Tic Tac Chec, яку грають на дошці 4x4

Мінішахи Гарднера — це різновид шахів, у які грають звичайними шаховими фігурами та стандартними правилами, але на меншій дошці. Мотивація цих варіантів полягає в тому, щоб зробити гру простішою та коротшою за стандартні шахи. Першою грою, схожою на шахи, реалізованою на комп'ютері, був варіант шахів 6×6 Los Alamos chess. Низький об'єм пам'яті ранніх комп'ютерів означав, що для реалізації гри на комп'ютері потрібні були менший розмір дошки та менша кількість елементів.

## Дошки 3×3 та 3×4
Шахи на дошці 3×3 не мають чітко визначеної стартової позиції. Однак це вирішена гра: відомий результат кожної можливої позиції. Також відомий найкращий хід для кожної зі сторін. Гру розгадали незалежно один від одного Алоріл у 2001 році та Кирило Крюков у 2004 році. Рішення Крюкова є більш повним, оскільки дозволяє розставляти пішаків скрізь, а не тільки на другому ряду, як у Алоріла. Найдовший мат на дошці 3×3 займає 16 ходів. Кількість реально можливих позицій — 304 545 552.
У 2009 році Крюков повідомив про вирішення шахів 3×4. На цій дошці 167 303 246 916 допустимих позицій, а найдовший мат займає 43 ходи.

## Шахи 4×4, 4×5 та 4×8
| a4 чорна тура   | b4 чорний ферзь | c4 чорний король | d4 чорна тура   |
| a3 чорний пішак | b3 чорний пішак | c3 чорний пішак  | d3 чорний пішак |
| a2 білий пішак  | b2 білий пішак  | c2 білий пішак   | d2 білий пішак  |
| a1 біла тура    | b1 білий ферзь  | c1 білий король  | d1 біла тура    |

| a5 чорна тура   | b5 чорний ферзь | c5 чорний король | d5 чорна тура   |
| a4 чорний пішак | b4 чорний пішак | c4 чорний пішак  | d4 чорний пішак |
| a3              | b3              | c3               | d3              |
| a2 білий пішак  | b2 білий пішак  | c2 білий пішак   | d2 білий пішак  |
| a1 біла тура    | b1 білий ферзь  | c1 білий король  | d1 біла тура    |

| a5 чорний король | b5 чорний кінь | c5 чорний слон | d5 чорна тура   |
| a4 чорний пішак  | b4             | c4             | d4              |
| a3               | b3             | c3             | d3              |
| a2               | b2             | c2             | d2 білий пішак  |
| a1 біла тура     | b1 білий слон  | c1 білий кінь  | d1 білий король |

У 1981 році математик Девід Сільверман запропонував варіант шахів 4×4, як показано на схемі. У цій грі легко виграє перший гравець (1. axb3+ Qxb3 2. cxb3+ Kxb3 (або 2. . . Kb4 3. bxc3 мат) 3. bxa3+ Kc4 4. Мат Qa2), тому Сільверман запропонував варіант: чорні можуть вибрати пішака, а білі повинні зробити перший хід цим пішаком. Однак у цьому випадку чорні виграють ще легше (виберіть пішака b2, 1.bxa3 (або 1.bxc3) b2+ 2. Фxb2 Фxb2 мат). Щоб зробити варіант більш зручним для гри, Сільверман нарешті запропонував вставити ряд між пішаками та використовувати дошку 4×5. У цьому варіанті пішаки можуть переміститися на два поля першим ходом, якщо цільове поле вільне.
Гра Tic Tac Chec 1995 року, винайдена Доном Ґріном, грається на дошці 4×4, яка починається порожньою. Кожен гравець має коня, туру, слона та пішака, і гравці можуть розмістити фігуру на дошці у свій хід. Коли кожен гравець має три фігури в грі, фігури можна пересувати. Захоплені фігури повертаються супернику та можуть бути відтворені повторно. Гравець виграє, якщо він зможе розташувати свої фігури в лінію по чотири.
Інший варіант шахів на дошці 4×5, Microchess, був винайдений Ґлімном у 1997 році. У цьому варіанті допускається рокіровка.
Існує також варіант на дошці 4×8, Demi-chess, який винайшов Пітер Кристуфек у 1986 році. У цьому варіанті допускається рокіровка.

## 5×5 шахи
| a5 чорна тура   | b5 чорний кінь  | c5 чорний слон  | d5 чорний ферзь | e5 чорний король |
| a4 чорний пішак | b4 чорний пішак | c4 чорний пішак | d4 чорний пішак | e4 чорний пішак  |
| a3              | b3              | c3              | d3              | e3               |
| a2 білий пішак  | b2 білий пішак  | c2 білий пішак  | d2 білий пішак  | e2 білий пішак   |
| a1 біла тура    | b1 білий кінь   | c1 білий слон   | d1 білий ферзь  | e1 білий король  |

| a5 чорний король | b5 чорний ферзь | c5 чорний слон  | d5 чорний кінь  | e5 чорна тура   |
| a4 чорний пішак  | b4 чорний пішак | c4 чорний пішак | d4 чорний пішак | e4 чорний пішак |
| a3               | b3              | c3              | d3              | e3              |
| a2 білий пішак   | b2 білий пішак  | c2 білий пішак  | d2 білий пішак  | e2 білий пішак  |
| a1 біла тура     | b1 білий кінь   | c1 білий слон   | d1 білий ферзь  | e1 білий король |

| a5 чорний слон  | b5 чорний кінь  | c5 чорна тура   | d5 чорний ферзь | e5 чорний король |
| a4 чорний пішак | b4 чорний пішак | c4 чорний пішак | d4 чорний пішак | e4 чорний пішак  |
| a3              | b3              | c3              | d3              | e3               |
| a2 білий пішак  | b2 білий пішак  | c2 білий пішак  | d2 білий пішак  | e2 білий пішак   |
| a1 білий король | b1 білий ферзь  | c1 біла тура    | d1 білий кінь   | e1 білий слон    |

| a5 чорна тура   | b5 чорний слон  | c5 чорний король | d5 чорний ферзь | e5 чорний слон  |
| a4 чорний пішак | b4 чорний пішак | c4 чорний пішак  | d4 чорний пішак | e4 чорний пішак |
| a3              | b3              | c3               | d3              | e3              |
| a2 білий пішак  | b2 білий пішак  | c2 білий пішак   | d2 білий пішак  | e2 білий пішак  |
| a1 біла тура    | b1 білий кінь   | c1 білий король  | d1 білий ферзь  | e1 білий кінь   |

Дошка повинна мати п'ять квадратів завширшки, щоб у першому рядку містилися всі види шахових фігур. У 1969 році Мартін Гарднер запропонував шаховий варіант на дошці 5×5, у якому можна робити всі шахи, включно з подвійним ходом пішака, захопленням без пасу, а також рокіровкою. Пізніше AISE (Associazione Italiana Scacchi Eterodossi, «Італійська нетрадиційна шахова асоціація») відмовилася від пішакового подвійного ходу та рокіровки. У гру переважно грали в Італії (зокрема заочно), і була розроблена теорія відкриття. Статистика зіграних ігор наступна:
- Білі виграли 40 % партій.
- Чорні виграли 28 %.
- 32 % були нічиїми .

Мегді Мгалла та Фредерік Прост слабко розв'язали гру мінішахів Гарднера у 2013 році та довели теоретико-ігрову цінність нічиєї. У мінішахи Гарднера також грали учасники AISE з правилами шахів-самогубців і прогресивних шахів. У 1980 році HP випустила програмований калькулятор HP-41C, який міг грати в цю гру. Калькулятор зміг запрацювати на цілком пристойному рівні.
У 1989 році Мартін Гарднер запропонував іншу схему, яку він назвав Baby chess . На відміну від мінішахів Гарднера, чорні фігури дзеркальні. Пол Джейкобс і Марко Мейровіц запропонували іншу початкову позицію для шахів 5×5, показану праворуч.
Джефф Маллетт (головний розробник Zillions of Games) запропонував схему, у якій білі мають двох коней проти двох чорних слонів. Мгалла і Прост довели, що шахи Маллетта були вимушеною перемогою білих за 25 ходів, хоча теоретично партія вважається нічиєю, якщо її грати ідеально, якщо білим даються слони, а чорним коні, а не навпаки.

## 5×6 шахи
| a6 чорний ферзь | b6 чорний король | c6 чорний слон  | d6 чорний кінь  | e6 чорна тура   |
| a5 чорний пішак | b5 чорний пішак  | c5 чорний пішак | d5 чорний пішак | e5 чорний пішак |
| a4              | b4               | c4              | d4              | e4              |
| a3              | b3               | c3              | d3              | e3              |
| a2 білий пішак  | b2 білий пішак   | c2 білий пішак  | d2 білий пішак  | e2 білий пішак  |
| a1 білий ферзь  | b1 білий король  | c1 білий слон   | d1 білий кінь   | e1 біла тура    |

| a6 чорний ферзь | b6 чорний король | c6 чорний слон  | d6 чорний кінь  | e6 чорна тура   |
| a5 чорний пішак | b5 чорний пішак  | c5 чорний пішак | d5 чорний пішак | e5 чорний пішак |
| a4              | b4               | c4              | d4              | e4              |
| a3              | b3               | c3              | d3              | e3              |
| a2 білий пішак  | b2 білий пішак   | c2 білий пішак  | d2 білий пішак  | e2 білий пішак  |
| a1 біла тура    | b1 білий кінь    | c1 білий слон   | d1 білий король | e1 білий ферзь  |

| a6 чорна тура   | b6 чорний слон  | c6 чорний ферзь | d6 чорний король | e6 чорний кінь  |
| a5 чорний пішак | b5 чорний пішак | c5 чорний пішак | d5 чорний пішак  | e5 чорний пішак |
| a4              | b4              | c4              | d4               | e4              |
| a3              | b3              | c3              | d3               | e3              |
| a2 білий пішак  | b2 білий пішак  | c2 білий пішак  | d2 білий пішак   | e2 білий пішак  |
| a1 біла тура    | b1 білий слон   | c1 білий ферзь  | d1 білий король  | e1 білий кінь   |

| a6 чорна тура   | b6 чорний слон  | c6 чорний король | d6 чорний ферзь | e6 чорний кінь  |
| a5 чорний пішак | b5 чорний пішак | c5 чорний пішак  | d5 чорний пішак | e5 чорний пішак |
| a4              | b4              | c4               | d4              | e4              |
| a3              | b3              | c3               | d3              | e3              |
| a2 білий пішак  | b2 білий пішак  | c2 білий пішак   | d2 білий пішак  | e2 білий пішак  |
| a1 білий кінь   | b1 білий ферзь  | c1 білий король  | d1 білий слон   | e1 біла тура    |

| a6 чорна тура   | b6 чорний кінь  | c6 чорний слон  | d6 чорний ферзь | e6 чорний король |
| a5 чорний пішак | b5 чорний пішак | c5 чорний пішак | d5 чорний пішак | e5 чорний пішак  |
| a4              | b4              | c4              | d4              | e4               |
| a3              | b3              | c3              | d3              | e3               |
| a2 білий пішак  | b2 білий пішак  | c2 білий пішак  | d2 білий пішак  | e2 білий пішак   |
| a1 біла тура    | b1 білий кінь   | c1 білий слон   | d1 білий ферзь  | e1 білий король  |

| a6 чорний король | b6 чорний ферзь | c6 чорний слон  | d6 чорний кінь  | e6 чорна тура   |
| a5 чорний пішак  | b5 чорний пішак | c5 чорний пішак | d5 чорний пішак | e5 чорний пішак |
| a4               | b4              | c4              | d4              | e4              |
| a3               | b3              | c3              | d3              | e3              |
| a2 білий пішак   | b2 білий пішак  | c2 білий пішак  | d2 білий пішак  | e2 білий пішак  |
| a1 біла тура     | b1 білий кінь   | c1 білий слон   | d1 білий ферзь  | e1 білий король |

Є кілька варіантів шахів на дошці 5×6. Найпершим опублікованим є Petty chess, винайдений Б. Вокером Уотсоном у 1930 році. Швидкісні шахи були винайдені Mr. den Oude в 1988 році. Шахи Єлена були винайдені Сергієм Сироткіним у 1999 році.
QuickChess були винайдені Джозефом Мічо в 1991 році. Подвійний хід пішака та рокіровка в цьому варіанті не допускаються, пішаки можуть переходити лише до взятих фігур. Гра була продана компанією Amerigames International і отримала нагороду National Parenting Publications Award у 1993 році. У 1993 році Мічо отримав патент США, в якому описано ще 3 варіанти шахів на дошці 5×6. Крім двох варіантів, подібних до швидкісних шахів і шахів Єлени (таке ж розташування білих фігур, розташування чорних фігур симетричне), патент заявляв ще один варіант, який пізніше отримав назву Chess Attack. Мічо пропагував ці ігри як навчальні інструменти для вивчення дітьми шахових правил. Менша дошка та менше фігур зменшили б складність гри та дозволили б швидше грати. Постановка фігур, як у швидкісних шахах, була призначена для навчання рокірування в коротку сторону та розстановці, як у шаховій атаці, рокіруванню в довгу сторону.
У 1994 році Ласло Полґар опублікував книгу Minichess 777+1 Positions (Quickchess teaches chess quick), повністю присвячену шахам на дошці 5×6. Крім початкової установки, як у QuickChess, Полґар запропонував використовувати будь-яку іншу можливу розстановку фігур, навіть асиметричну. Книга містила задачі, комбінації та партії для шахів 5×6. Polgar рекомендовано використовувати як першу книгу для навчання дітей грі в шахи.

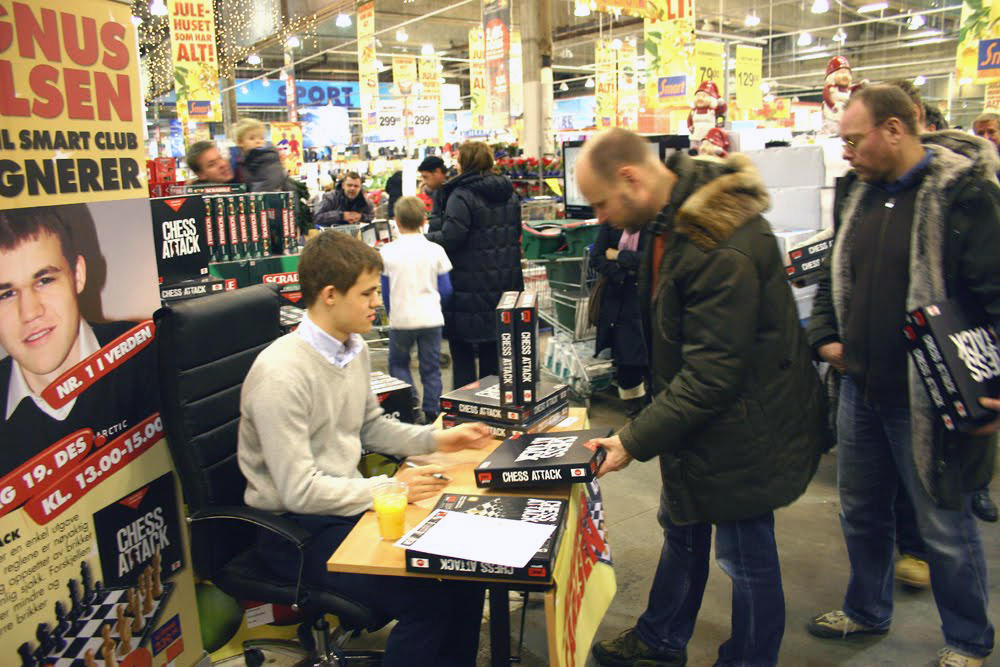
Маґнус Карлсен рекламує варіант шахів 5×6 Chess Attack

Chess Attack, яка має таку саму розстановку, як мінішахи Гарднера (але грається на більшій дошці), продається норвезькою компанією Yes Games AS з 2008 року. У цьому варіанті пішаки можуть робити подвійні ходи і допускається захоплення на пасі. Гру підтримали Маґнус Карлсен та Олександра Костенюк.
MinitChess, опублікований у 2010 році на основі попередніх варіантів 2007 та 2009 років, грається на дошці Гарднера з дзеркальним відображенням чорних фігур. У цьому варіанті немає рокіровки, немає подвійних ходів пішака, просування пішака лише до королеви, перемога шляхом взяття короля або коли суперник не має дозволеного ходу (включаючи ходи, які дозволяють взяти короля — ці ходи допустимі), і нічия після 40 ходів кожною стороною. Крім того, офіцер замінюється поганого офіцера, який має додаткову можливість переходу на будь-яке сусіднє порожнє поле під час свого ходу, що дозволяє йому змінити колір. Цей варіант призначений для легкого написання комп'ютерних програм для гри та складнішого для досвідчених гравців у стандартні шахи, зберігаючи основний характер гри: було проведено кілька комп'ютерних турнірів.

## 6×6 шахи
|   | a               | b               | c               | d                | e               | f               |   |
| 6 | a6 чорна тура   | b6 чорний слон  | c6 чорний кінь  | d6 чорний король | e6 чорний слон  | f6 чорна тура   | 6 |
| 5 | a5 чорний пішак | b5 чорний пішак | c5 чорний пішак | d5 чорний пішак  | e5 чорний пішак | f5 чорний пішак | 5 |
| 4 | a4              | b4              | c4              | d4               | e4              | f4              | 4 |
| 3 | a3              | b3              | c3              | d3               | e3              | f3              | 3 |
| 2 | a2 білий пішак  | b2 білий пішак  | c2 білий пішак  | d2 білий пішак   | e2 білий пішак  | f2 білий пішак  | 2 |
| 1 | a1 біла тура    | b1 білий слон   | c1 білий кінь   | d1 білий король  | e1 білий слон   | f1 біла тура    | 1 |
|   | a               | b               | c               | d                | e               | f               |   |

|   | a               | b               | c                | d               | e               | f               |   |
| 6 | a6 чорна тура   | b6 чорний слон  | c6 чорний король | d6 чорний кінь  | e6 чорний слон  | f6 чорна тура   | 6 |
| 5 | a5 чорний пішак | b5 чорний пішак | c5 чорний пішак  | d5 чорний пішак | e5 чорний пішак | f5 чорний пішак | 5 |
| 4 | a4              | b4              | c4               | d4              | e4              | f4              | 4 |
| 3 | a3              | b3              | c3               | d3              | e3              | f3              | 3 |
| 2 | a2 білий пішак  | b2 білий пішак  | c2 білий пішак   | d2 білий пішак  | e2 білий пішак  | f2 білий пішак  | 2 |
| 1 | a1 біла тура    | b1 білий слон   | c1 білий кінь    | d1 білий король | e1 білий слон   | f1 біла тура    | 1 |
|   | a               | b               | c                | d               | e               | f               |   |

|   | a               | b               | c               | d                | e               | f               |   |
| 6 | a6 чорна тура   | b6 чорний кінь  | c6 чорний ферзь | d6 чорний король | e6 чорний кінь  | f6 чорна тура   | 6 |
| 5 | a5 чорний пішак | b5 чорний пішак | c5 чорний пішак | d5 чорний пішак  | e5 чорний пішак | f5 чорний пішак | 5 |
| 4 | a4              | b4              | c4              | d4               | e4              | f4              | 4 |
| 3 | a3              | b3              | c3              | d3               | e3              | f3              | 3 |
| 2 | a2 білий пішак  | b2 білий пішак  | c2 білий пішак  | d2 білий пішак   | e2 білий пішак  | f2 білий пішак  | 2 |
| 1 | a1 біла тура    | b1 білий кінь   | c1 білий ферзь  | d1 білий король  | e1 білий кінь   | f1 біла тура    | 1 |
|   | a               | b               | c               | d                | e               | f               |   |

Окрім лос-аламоських шахів, існують інші варіанти шахів, у які грають на дошці 6×6. Гру Diana chess (або Ladies chess) запропонував Гопвуд у 1870 році. Початкове положення показано вище. На дошці немає ферзів, і пішаки також не можуть переходити до ферзів. Пішаки не можуть рухатися на два поля вперед під час свого початкового ходу. Рокірування здійснюється шляхом зміни позицій короля і тури. Для рокірування застосовуються ті ж умови, що й у шахах (наприклад, король не повинен бути під шахом, ні тура, ні король не повинні були рухатися раніше тощо).)
У 1969 році Серж Л'Ермітт запропонував гру з майже такою ж схемою, як і шахи Діана, за винятком того, що позиції чорного короля та коня міняються місцями в шахах Діана. Крім того, коні не можуть рухатися протягом перших трьох ходів, а король може переходити на позицію коня, не втрачаючи права на рокірування.
|   | a               | b               | c               | d                | e               | f               |   |
| 6 | a6 чорний кінь  | b6 чорний слон  | c6 чорний ферзь | d6 чорний король | e6 чорний слон  | f6 чорний кінь  | 6 |
| 5 | a5 чорний пішак | b5 чорний пішак | c5 чорний пішак | d5 чорний пішак  | e5 чорний пішак | f5 чорний пішак | 5 |
| 4 | a4              | b4              | c4              | d4               | e4              | f4              | 4 |
| 3 | a3              | b3              | c3              | d3               | e3              | f3              | 3 |
| 2 | a2 білий пішак  | b2 білий пішак  | c2 білий пішак  | d2 білий пішак   | e2 білий пішак  | f2 білий пішак  | 2 |
| 1 | a1 білий кінь   | b1 білий слон   | c1 білий ферзь  | d1 білий король  | e1 білий слон   | f1 білий кінь   | 1 |
|   | a               | b               | c               | d                | e               | f               |   |

|   | a               | b               | c               | d                | e               | f               |   |
| 6 | a6 чорна тура   | b6 чорний слон  | c6 чорний ферзь | d6 чорний король | e6 чорний слон  | f6 чорна тура   | 6 |
| 5 | a5 чорний пішак | b5 чорний пішак | c5 чорний пішак | d5 чорний пішак  | e5 чорний пішак | f5 чорний пішак | 5 |
| 4 | a4              | b4              | c4              | d4               | e4              | f4              | 4 |
| 3 | a3              | b3              | c3              | d3               | e3              | f3              | 3 |
| 2 | a2 білий пішак  | b2 білий пішак  | c2 білий пішак  | d2 білий пішак   | e2 білий пішак  | f2 білий пішак  | 2 |
| 1 | a1 біла тура    | b1 білий слон   | c1 білий ферзь  | d1 білий король  | e1 білий слон   | f1 біла тура    | 1 |
|   | a               | b               | c               | d                | e               | f               |   |

|   | a               | b               | c               | d               | e               | f               |   |
| 6 | a6 чорна тура   | b6 чорний кінь  | c6 чорний слон  | d6 чорний слон  | e6 чорний кінь  | f6 чорна тура   | 6 |
| 5 | a5 чорний пішак | b5 чорний пішак | c5 чорний пішак | d5 чорний пішак | e5 чорний пішак | f5 чорний пішак | 5 |
| 4 | a4              | b4              | c4              | d4              | e4              | f4              | 4 |
| 3 | a3              | b3              | c3              | d3              | e3              | f3              | 3 |
| 2 | a2 білий пішак  | b2 білий пішак  | c2 білий пішак  | d2 білий пішак  | e2 білий пішак  | f2 білий пішак  | 2 |
| 1 | a1 біла тура    | b1 білий кінь   | c1 білий слон   | d1 білий слон   | e1 білий кінь   | f1 біла тура    | 1 |
|   | a               | b               | c               | d               | e               | f               |   |

|   | a               | b               | c               | d                | e               | f               |   |
| 6 | a6 чорна тура   | b6 чорний слон  | c6 чорний ферзь | d6 чорний король | e6 чорний слон  | f6 чорна тура   | 6 |
| 5 | a5 чорний пішак | b5 чорний пішак | c5 чорний пішак | d5 чорний пішак  | e5 чорний пішак | f5 чорний пішак | 5 |
| 4 | a4              | b4              | c4              | d4               | e4              | f4              | 4 |
| 3 | a3              | b3              | c3              | d3               | e3              | f3              | 3 |
| 2 | a2 білий пішак  | b2 білий пішак  | c2 білий пішак  | d2 білий пішак   | e2 білий пішак  | f2 білий пішак  | 2 |
| 1 | a1 біла тура    | b1 білий кінь   | c1 білий ферзь  | d1 білий король  | e1 білий кінь   | f1 біла тура    | 1 |
|   | a               | b               | c               | d                | e               | f               |   |

У 1977 році А. Вордлі запропонував простіші шахи, сімейство варіантів шахів 6×6, у яких з обох сторін видаляються пари фігур: тура, коні, слон або навіть король і ферзь. Видалення слонів призводить до шахів у Лос-Аламосі ; результат видалення тури, коня або короля показаний на діаграмах вище.
Джефф Маллетт запропонував розставити коней проти офіцерів також на дошці 6×6. На звичайній дошці 8×8 слони вважаються трохи ціннішими за коней (особливо два слони). Однак на дошках 6×6, через менший розмір дошки, два коні, ймовірно, дорівнюють двом слонам.